# Saint-Vincent-sur-l'Isle
Pour les articles homonymes, voir Saint-Vincent et l'Isle.
Saint-Vincent-sur-l'Isle est une commune française, située dans le département de la Dordogne, en région Nouvelle-Aquitaine.

## Géographie

### Généralités
Incluse dans l'aire d'attraction de Périgueux, la commune de Saint-Vincent-sur-l'Isle est, comme son nom l'indique, arrosée par l'Isle au nord. La majeure partie du territoire communal se trouve en rive gauche. Au sud-ouest du bourg, une partie des eaux de l'Auvézère, qui se sont enfoncées sous le causse en aval de Cubjac, réapparaît pour se jeter aussitôt dans l'Isle.
Le bourg de Saint-Vincent-sur-l'Isle, en rive gauche de la rivière, est situé, en distances orthodromiques, 16  kilomètres à l'est-nord-est de  Périgueux et autant au sud-ouest d'Excideuil.
La principale voie de communication communale est la route départementale 705 (ancienne route nationale 705) qui longe l'Isle. Le sud de la commune est également desservi par la route départementale 69.

### Communes limitrophes
Saint-Vincent-sur-l'Isle est limitrophe de quatre autres communes. Au nord-ouest, son territoire est distant de 800 mètres de celui de Sorges et Ligueux en Périgord.
|                    | Savignac-les-Églises     |                           |
| Sarliac-sur-l'Isle | Saint-Vincent-sur-l'Isle | Cubjac-Auvézère-Val d'Ans |
|                    | Bassillac et Auberoche   |                           |

### Géologie et relief

#### Géologie
Situé sur la plaque nord du Bassin aquitain et bordé à son extrémité nord-est par une frange du Massif central, le département de la Dordogne présente une grande diversité géologique. Les terrains sont disposés en profondeur en strates régulières, témoins d'une sédimentation sur cette ancienne plate-forme marine. Le département peut ainsi être découpé sur le plan géologique en quatre gradins différenciés selon leur âge géologique. Saint-Vincent-sur-l'Isle est située dans le deuxième gradin à partir du nord-est, un plateau formé de roches calcaires très dures du Jurassique que la mer a déposées par sédimentation chimique carbonatée, en bancs épais et massifs.
Elle est à la fois dans le causse de Cubjac et le causse de Savignac, qui, avec le causse de Thenon, forment un ensemble de collines karstifiées dans les calcaires liasiques et jurassiques à l'est de Périgueux jusqu'à Excideuil et Thenon, d'environ 30 km N-S et 15 km O-E, coupé par les vallées de l'Isle, de l'Auvézère et de la Loue.
Les couches affleurantes sur le territoire communal sont constituées de formations superficielles du Quaternaire et de roches sédimentaires datant pour certaines du Cénozoïque, et pour d'autres du Mésozoïque. La formation la plus ancienne, notée j3-4, date du Bathonien supérieur au Callovien, composée de calcaire cryptocristallin, localement crayeux. La formation la plus récente, notée CFp, fait partie des formations superficielles de type colluvions indifférenciées de versant, de vallon et plateaux issues d'alluvions, molasses, altérites. Le descriptif de ces couches est détaillé dans  la feuille « no 759 - Périgueux (est) » de la carte géologique au 1/50 000 de la France métropolitaine, et sa notice associée.

Carte géologique de Saint-Vincent-sur-l'Isle.

#### Relief et paysages

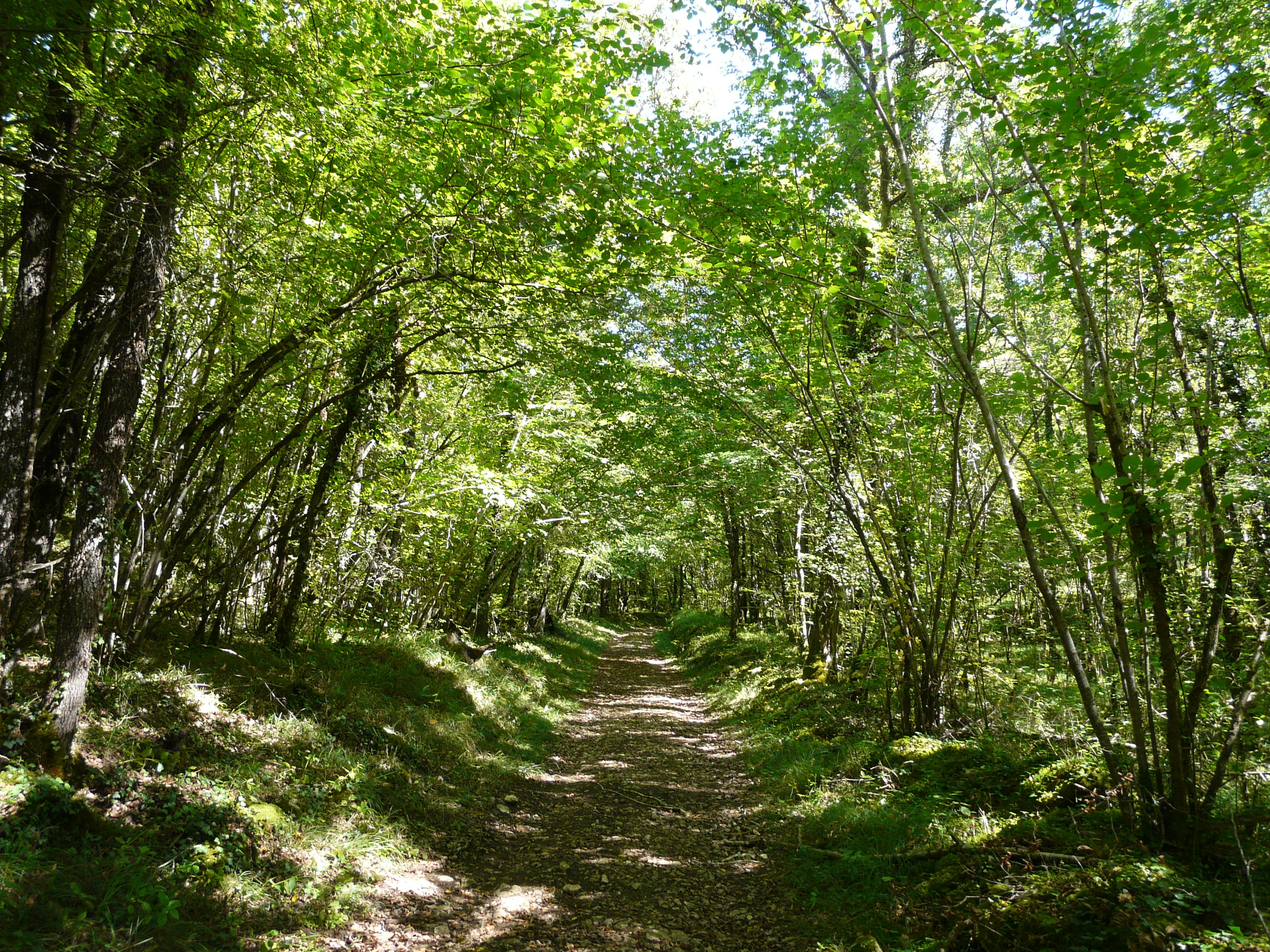
Sous-bois sur le causse de Cubjac entre le Roc et le Chapcourty.

Le département de la Dordogne se présente comme un vaste plateau incliné du nord-est (491 m, à la forêt de Vieillecour dans le Nontronnais, à Saint-Pierre-de-Frugie) au sud-ouest (2 m à Lamothe-Montravel). L'altitude du territoire communal varie quant à elle entre 102 mètres au nord-ouest, près du lieu-dit les Dauzelles, là où l'Isle quitte la commune pour entrer sur celle de Sarliac-sur-l'Isle, et 218 mètres au sud, dans les Grands Bois à proximité de la commune de Cubjac-Auvézère-Val d'Ans (territoire de l'ancienne commune de Cubjac).
Dans le cadre de la Convention européenne du paysage entrée en vigueur en France le 1er juillet 2006, renforcée par la loi du 8 août 2016 pour la reconquête de la biodiversité, de la nature et des paysages, un atlas des paysages de la Dordogne a été élaboré sous maîtrise d’ouvrage de l’État et publié en octobre 2020. Les paysages du département s'organisent en huit unités paysagères,. La commune fait partie du Périgord central, un paysage vallonné, aux horizons limités par de nombreux bois, plus ou moins denses, parsemés de prairies et de petits champs.
La superficie cadastrale de la commune publiée par l'Insee, qui sert de référence dans toutes les statistiques, est de 9,98 km2,. La superficie géographique, issue de la BD Topo, composante du Référentiel à grande échelle produit par l'IGN, est quant à elle de 10,24 km2.

### Hydrographie

#### Réseau hydrographique
La commune est située dans le bassin de la Dordogne au sein du Bassin Adour-Garonne. Elle est drainée par l'Isle qui constitue un réseau hydrographique de 3,5 km de longueur totale,.
L'Isle, d'une longueur totale de 255,29 km, prend sa source dans la Haute-Vienne dans la commune de Janailhac et se jette dans la Dordogne — dont elle est le principal affluent — en rive droite face à Arveyres, en limite de Fronsac et de Libourne,. Elle arrose le nord de la commune sur près de trois ki:lomètres et demi dont un kilomètre sert de limite naturelle avec Savignac-les-Églises.
Particularité hydrologique : une partie importante des eaux de l'Auvézère s'enfonce à Cubjac sous le causse au travers de la perte des Soucis et réapparaît quatre kilomètres plus au nord-ouest, à Saint-Vincent-sur-l'Isle. Elle donne naissance au ruisseau des Soucis qui se déverse dans l'Isle, une centaine de mètres à l'ouest de sa résurgence.

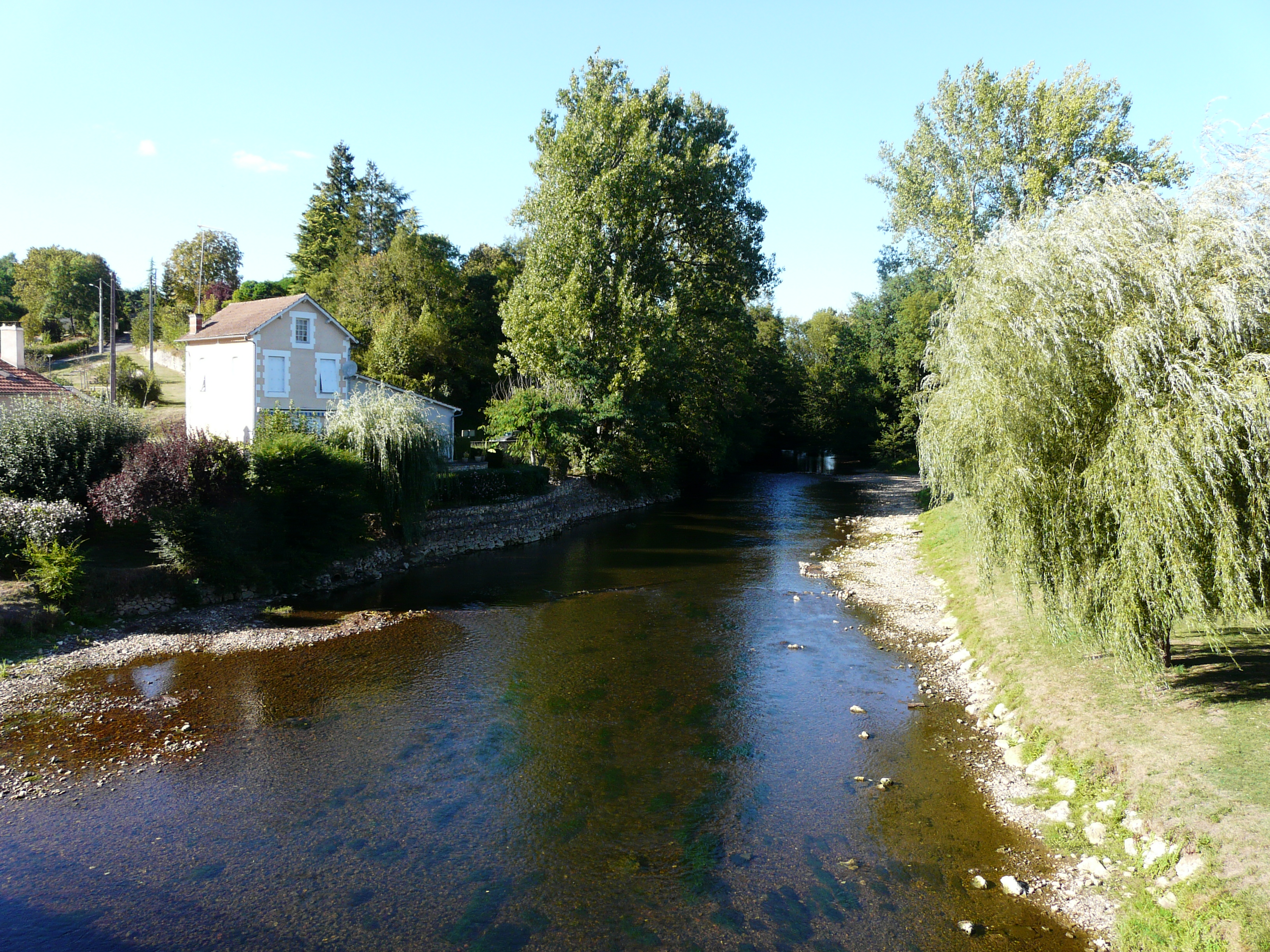
L'Isle au pont de Saint-Vincent-sur-l'Isle.
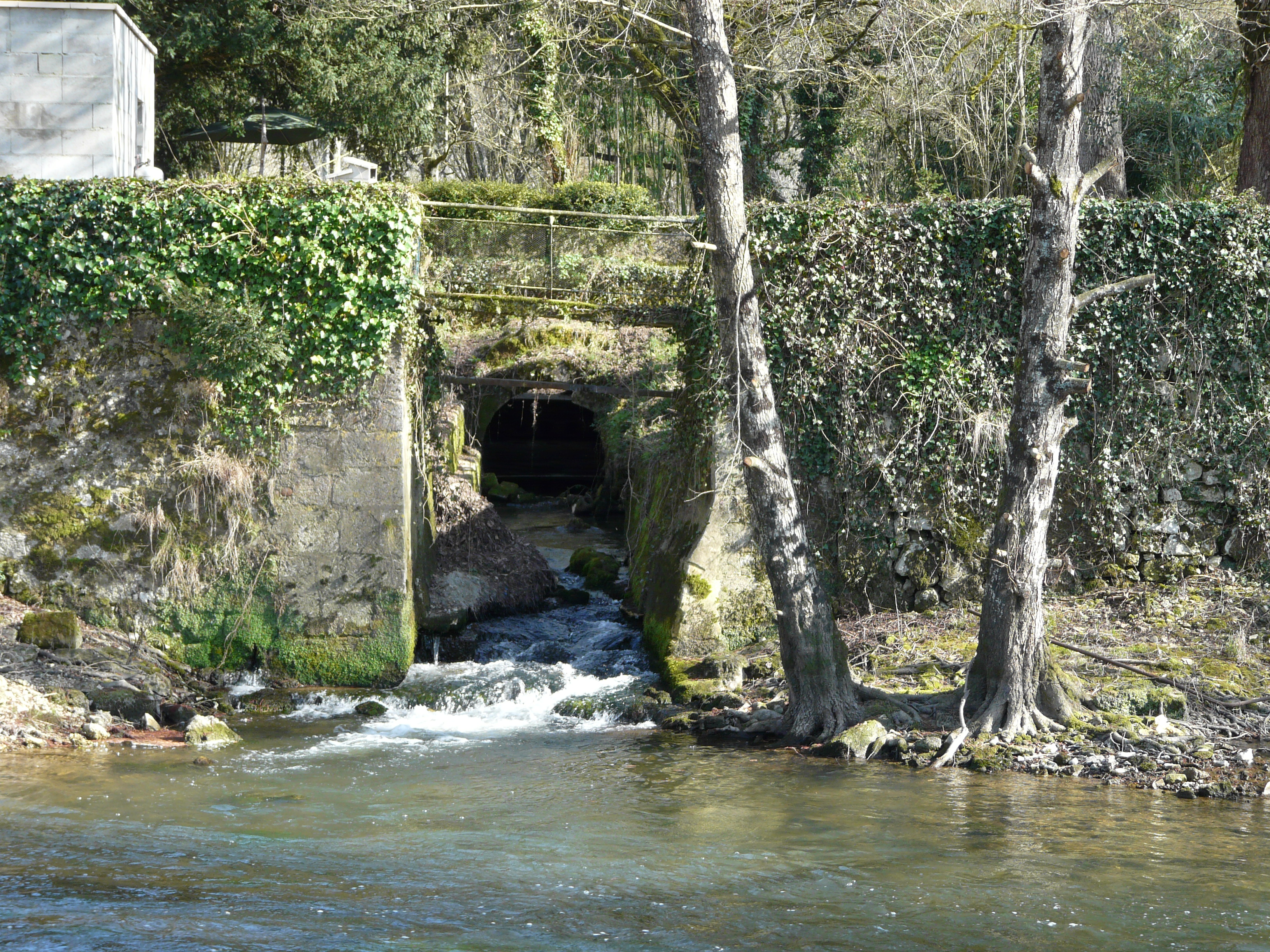
Le ruisseau des Soucis se jette dans l'Isle.
Réseaux hydrographique et routier de Saint-Vincent-sur-l'Isle.

#### Gestion et qualité des eaux
Le territoire communal est couvert par le schéma d'aménagement et de gestion des eaux (SAGE) « Isle - Dronne ». Ce document de planification, dont le territoire regroupe les bassins versants de l'Isle et de la Dronne, d'une superficie de 7 500 km2, a été approuvé le 2 août 2021. La structure porteuse de l'élaboration et de la mise en œuvre est l'établissement public territorial de bassin de la Dordogne (EPIDOR). Il définit sur son territoire les objectifs généraux d’utilisation, de mise en valeur et de protection quantitative et qualitative des ressources en eau superficielle et souterraine, en respect des objectifs de qualité définis dans le troisième SDAGE  du Bassin Adour-Garonne qui couvre la période 2022-2027, approuvé le 10 mars 2022.
La qualité des eaux de baignade et des cours d’eau peut être consultée sur un site dédié géré par les agences de l’eau et l’Agence française pour la biodiversité.

### Climat
Pour des articles plus généraux, voir Climat de la Nouvelle-Aquitaine et Climat de la Dordogne.
En 2010, le climat de la commune est de type climat océanique altéré, selon une étude s'appuyant sur une série de données couvrant la période 1971-2000. En 2020, Météo-France publie une typologie des climats de la France métropolitaine dans laquelle la commune est toujours exposée à un climat océanique altéré et est dans une zone de transition entre les régions climatiques « Aquitaine, Gascogne » et « Ouest et nord-ouest du Massif Central ». La première est caractérisée par une pluviométrie abondante au printemps, modérée en automne, un faible ensoleillement au printemps, un été chaud (19,5 °C), des vents faibles, des brouillards fréquents en automne et en hiver et des orages fréquents en été (15 à 20 jours).  La seconde présente une pluviométrie annuelle de 900 à 1 500 mm, maximale en automne et en hiver.
Pour la période 1971-2000, la température annuelle moyenne est de 11,8 °C, avec  une amplitude thermique annuelle de 15,3 °C. Le cumul annuel moyen de précipitations est de 911 mm, avec 12,3 jours de précipitations en janvier et 7 jours en juillet. Pour la période 1991-2020, la température moyenne annuelle observée sur la station météorologique la plus proche, située sur la commune de Bassillac et Auberoche à 10 km à vol d'oiseau, est de 13,1 °C et le cumul annuel moyen de précipitations est de 480,0 mm. Pour l'avenir, les paramètres climatiques de la commune estimés pour 2050 selon différents scénarios d’émission de gaz à effet de serre sont consultables sur un site dédié publié par Météo-France en novembre 2022.

### Milieux naturels et biodiversité

#### Espaces protégés
La protection réglementaire est le mode d’intervention le plus fort pour préserver des espaces naturels remarquables et leur biodiversité associée,.
La commune fait partie du bassin de la Dordogne, un territoire d'une superficie de 24 000 km2 reconnu réserve de biosphère par l'UNESCO en juillet 2012 et se situe à la fois dans sa « zone tampon » et dans sa « zone de transition ».

#### Réseau Natura 2000
Le réseau Natura 2000 est un réseau écologique européen de sites naturels d'intérêt écologique élaboré à partir des directives habitats et oiseaux, constitué de zones spéciales de conservation (ZSC) et de zones de protection spéciale (ZPS).
Aucun site Natura 2000 n'a été défini sur la commune.

#### Zones naturelles d'intérêt écologique, faunistique et floristique

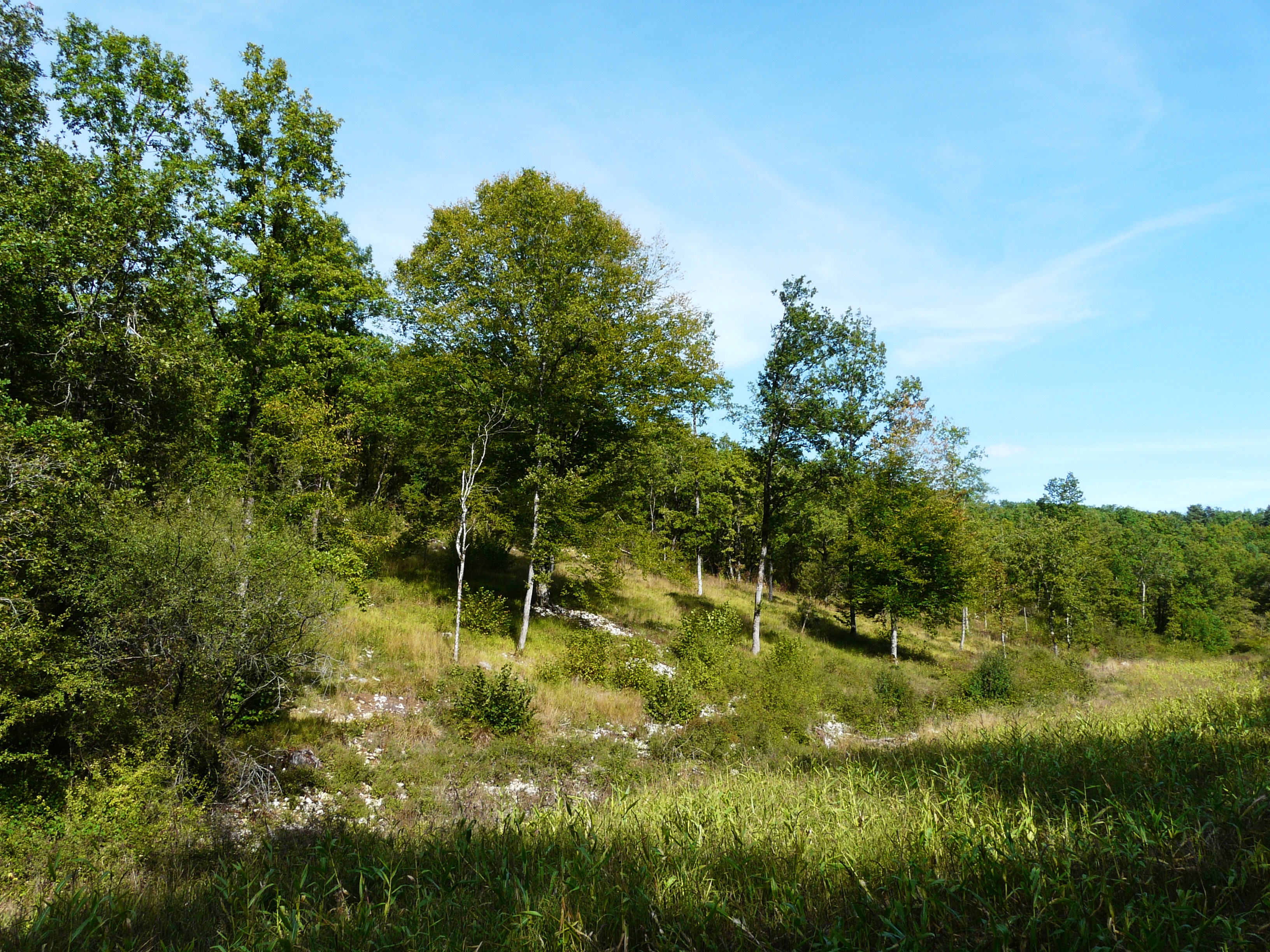
Le causse de Cubjac à l'est du bourg de Saint-Vincent-sur-l'Isle.

L'inventaire des zones naturelles d'intérêt écologique, faunistique et floristique (ZNIEFF) a pour objectif de réaliser une couverture des zones les plus intéressantes sur le plan écologique, essentiellement dans la perspective d’améliorer la connaissance du patrimoine naturel national et de fournir aux différents décideurs un outil d’aide à la prise en compte de l’environnement dans l’aménagement du territoire.
En 2022, deux ZNIEFF sont recensées sur la commune d’après l'INPN.
Ces ZNIEFF de type 2 sont des zones calcaires boisées :
- le « causse de Cubjac » concerne les coteaux en rive droite de l'Auvézère et ceux en rive gauche de l'Isle et de son affluent, la Loue, sur treize communes, depuis Escoire au sud-ouest jusqu'à Saint-Raphaël au nord-est, et notamment en rive gauche de l'Isle, les coteaux au sud de la commune s'étendant sur plus de 7 km2[31]. L'intérêt majeur de cette ZNIEFF réside dans la présence d'une espèce déterminante de plantes, la Spirée à feuilles de millepertuis (Spiraea hypericifolia subsp. obovata), et une autre espèce de plantes protégée au titre de la Directive habitats de l'Union européenne, le Poirier à feuilles en cœur (Pyrus cordata)[32] ;
- le « causse de Savignac » concerne les coteaux en rive droite de l'Isle, sur huit communes, depuis Sarliac-sur-l'Isle au sud-ouest jusqu'à Négrondes au nord, et notamment ceux au nord-ouest de la commune s'étendant sur environ 1,5 km2[33]. L'intérêt majeur de cette ZNIEFF réside dans la présence de la même espèce déterminante de plantes : la Spirée à feuilles de millepertuis[34].

## Urbanisme

### Typologie
Au 1er janvier 2024, Saint-Vincent-sur-l'Isle est catégorisée commune rurale à habitat dispersé, selon la nouvelle grille communale de densité à 7 niveaux définie par l'Insee en 2022.
Elle est située hors unité urbaine. Par ailleurs la commune fait partie de l'aire d'attraction de Périgueux, dont elle est une commune de la couronne,. Cette aire, qui regroupe 49 communes, est catégorisée dans les aires de 50 000 à moins de 200 000 habitants,.

### Occupation des sols
L'occupation des sols de la commune, telle qu'elle ressort de la base de données européenne d’occupation biophysique des sols Corine Land Cover (CLC), est marquée par l'importance des forêts et milieux semi-naturels (73,9 % en 2018), une proportion sensiblement équivalente à celle de 1990 (74,4 %). La répartition détaillée en 2018 est la suivante : 
forêts (73,9 %), zones agricoles hétérogènes (25,2 %), terres arables (0,9 %). L'évolution de l’occupation des sols de la commune et de ses infrastructures peut être observée sur les différentes représentations cartographiques du territoire : la carte de Cassini (XVIIIe siècle), la carte d'état-major (1820-1866) et les cartes ou photos aériennes de l'IGN pour la période actuelle (1950 à aujourd'hui).

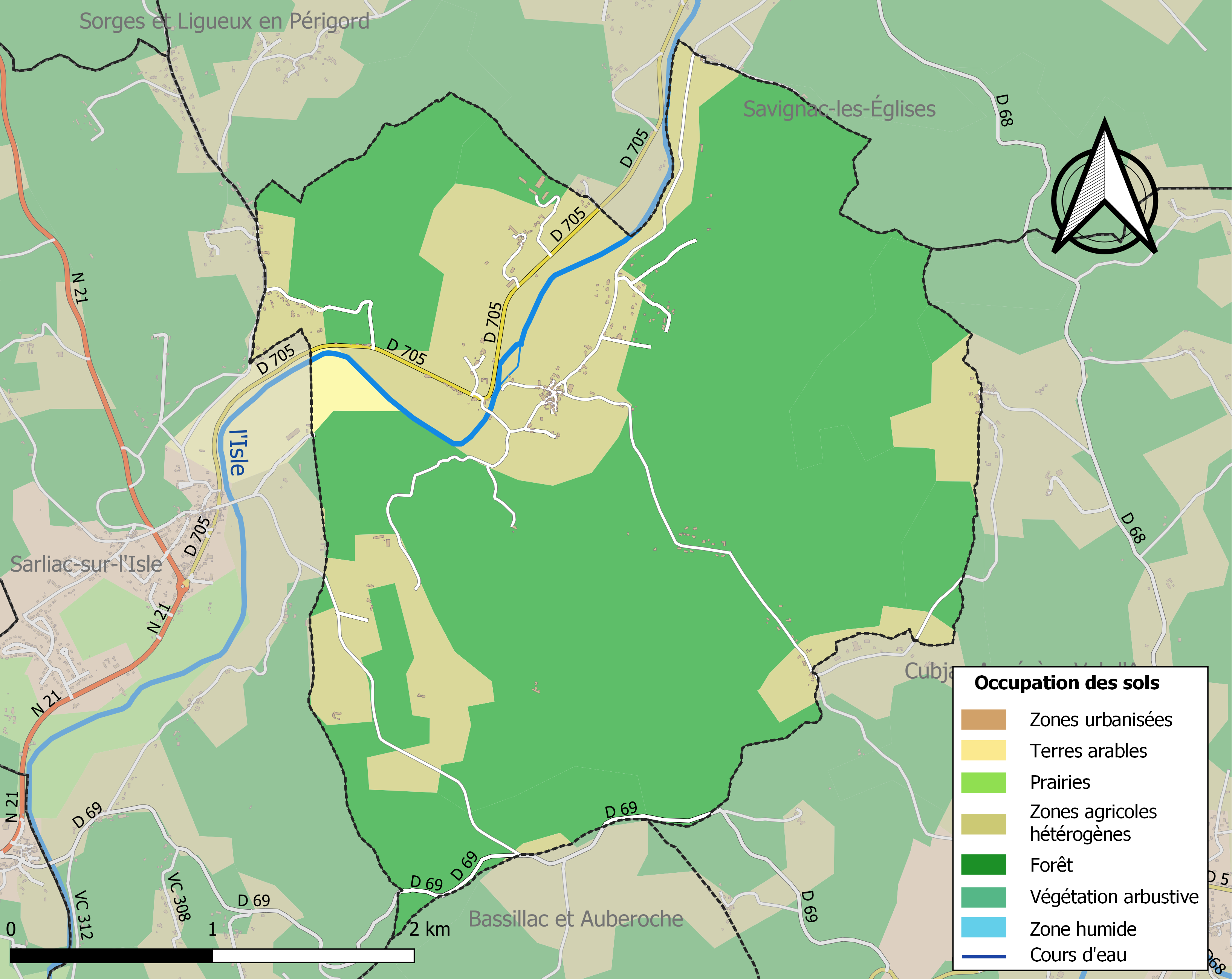
Carte des infrastructures et de l'occupation des sols de la commune en 2018 (CLC).

### Prévention des risques
Le territoire de la commune de Saint-Vincent-sur-l'Isle est vulnérable à différents aléas naturels : météorologiques (tempête, orage, neige, grand froid, canicule ou sécheresse), inondations, feux de forêts, mouvements de terrains et séisme (sismicité très faible). Un site publié par le BRGM permet d'évaluer simplement et rapidement les risques d'un bien localisé soit par son adresse soit par le numéro de sa parcelle.
Certaines parties du territoire communal sont susceptibles d’être affectées par le risque d’inondation par débordement de cours d'eau, notamment l'Isle. La commune a été reconnue en état de catastrophe naturelle au titre des dommages causés par les inondations et coulées de boue survenues en 1982, 1993, 1999, 2007, 2008 et 2009,.
Saint-Vincent-sur-l'Isle est exposée au risque de feu de forêt. L’arrêté préfectoral du 14 mars 2013 fixe les conditions de pratique des incinérations et de brûlage dans un objectif de réduire le risque de départs d’incendie. À ce titre, des périodes sont déterminées : interdiction totale du 15 février au 15 mai et du 15 juin au 15 octobre, utilisation réglementée du 16 mai au 14 juin et du 16 octobre au 14 février. En septembre 2020, un plan inter-départemental de protection des forêts contre les incendies (PidPFCI) a été adopté pour la période 2019-2029,.

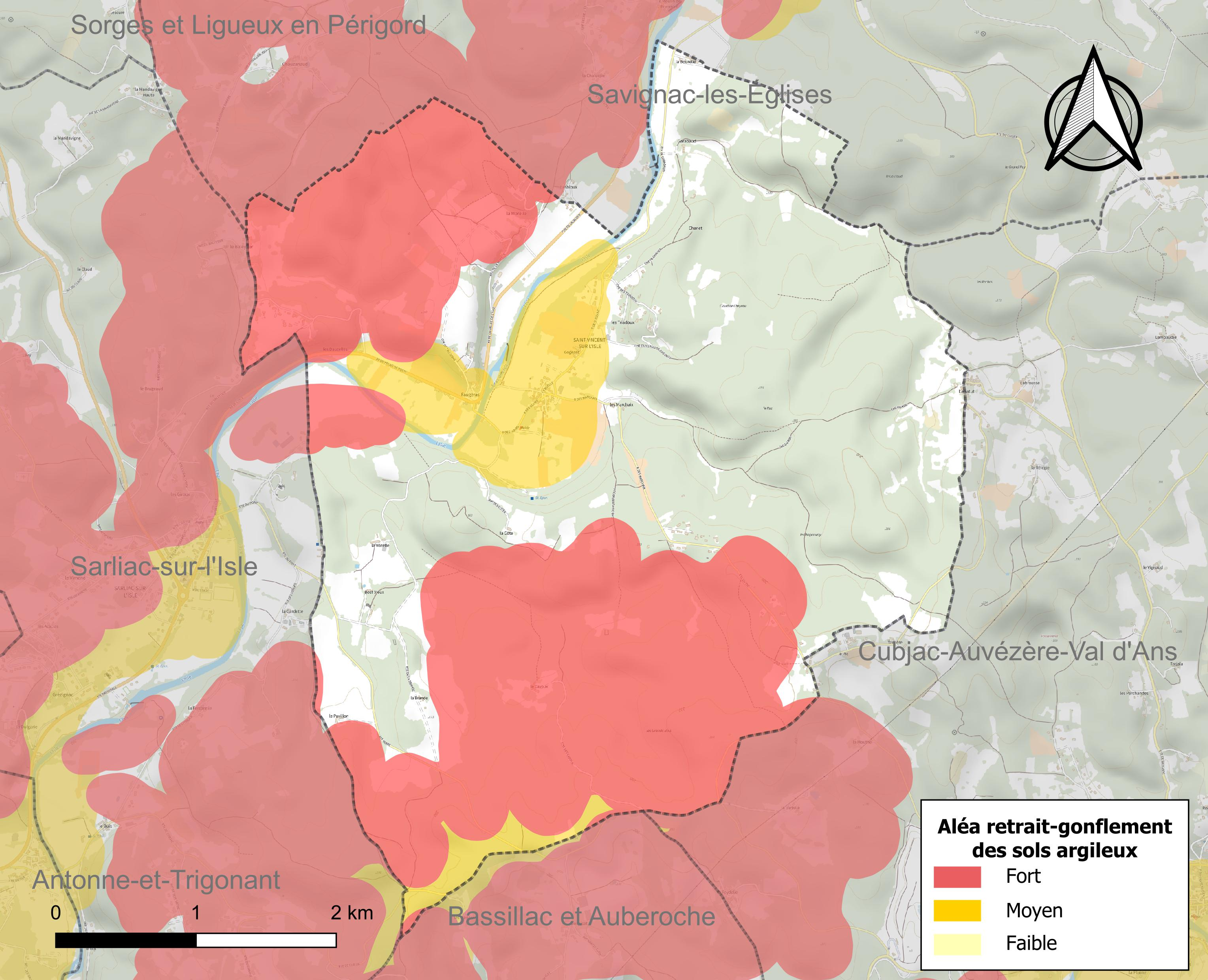
Carte des zones d'aléa retrait-gonflement des sols argileux de Saint-Vincent-sur-l'Isle.

Les mouvements de terrains susceptibles de se produire sur la commune sont des tassements différentiels. Le retrait-gonflement des sols argileux est susceptible d'engendrer des dommages importants aux bâtiments en cas d’alternance de périodes de sécheresse et de pluie. 48,9 % de la superficie communale est en aléa moyen ou fort (58,6 % au niveau départemental et 48,5 % au niveau national métropolitain). Depuis le 1er octobre 2020, en application de la loi ÉLAN, différentes contraintes s'imposent aux vendeurs, maîtres d'ouvrages ou constructeurs de biens situés dans une zone classée en aléa moyen ou fort,.
La commune a été reconnue en état de catastrophe naturelle au titre des dommages causés par la sécheresse en 1992 et 2011 et par des mouvements de terrain en 1999.

## Toponymie
Le nom de Saint-Vincent-sur-l'Isle fait référence à saint Vincent, diacre espagnol martyrisé au début du IVe siècle alors que la seconde partie du nom de la commune correspond à l'Isle, cours d'eau important qui arrose la commune.
En occitan, la commune porte le nom de Sent Vincenç d'Eila.

## Histoire
La première mention écrite connue du village apparaît au XIIIe siècle pour son église sous la forme Sanctus Vincentius, arch. de Exidolio (« Saint Vincent, archiprêtré d'Excideuil »). L'église et le prieuré du village appartenaient alors à l'abbaye de Chancelade.
En 1899, la commune de Saint-Vincent-d'Excideuil prend le nom de Saint-Vincent-sur-l'Isle.

## Politique et administration

### Rattachements administratifs et électoraux
La commune de Saint-Vincent-sur-l'Isle a, dès 1790, été rattachée au canton de Savignac qui dépendait du district d'Excideuil jusqu'en 1795, date de suppression des districts. En 1801, le canton de Savignac, renommé en canton de Savignac-les-Églises, est rattaché à l'arrondissement de Périgueux.
Dans le cadre de la réforme de 2014 définie par le décret du 21 février 2014, le canton de Savignac-les-Églises disparaît aux élections départementales de mars 2015. La commune est alors rattachée électoralement au canton d'Isle-Loue-Auvézère.
En 2017, Saint-Vincent-sur-l'Isle est rattachée à l'arrondissement de Nontron,.

### Intercommunalité
Fin 2003, Saint-Vincent-sur-l'Isle intègre dès sa création la communauté de communes Causses et Rivières en Périgord. Celle-ci est dissoute le 1er janvier 2017 et ses communes — hormis Savignac-les-Églises qui rejoint Le Grand Périgueux — sont rattachées à la communauté de communes du Pays de Lanouaille qui, après élargissement, prend le nom de communauté de communes Isle-Loue-Auvézère en Périgord en 2017.

### Administration municipale
La population de la commune étant comprise entre 100 et 499 habitants au recensement de 2017, onze conseillers municipaux ont été élus en 2020,.

### Liste des maires

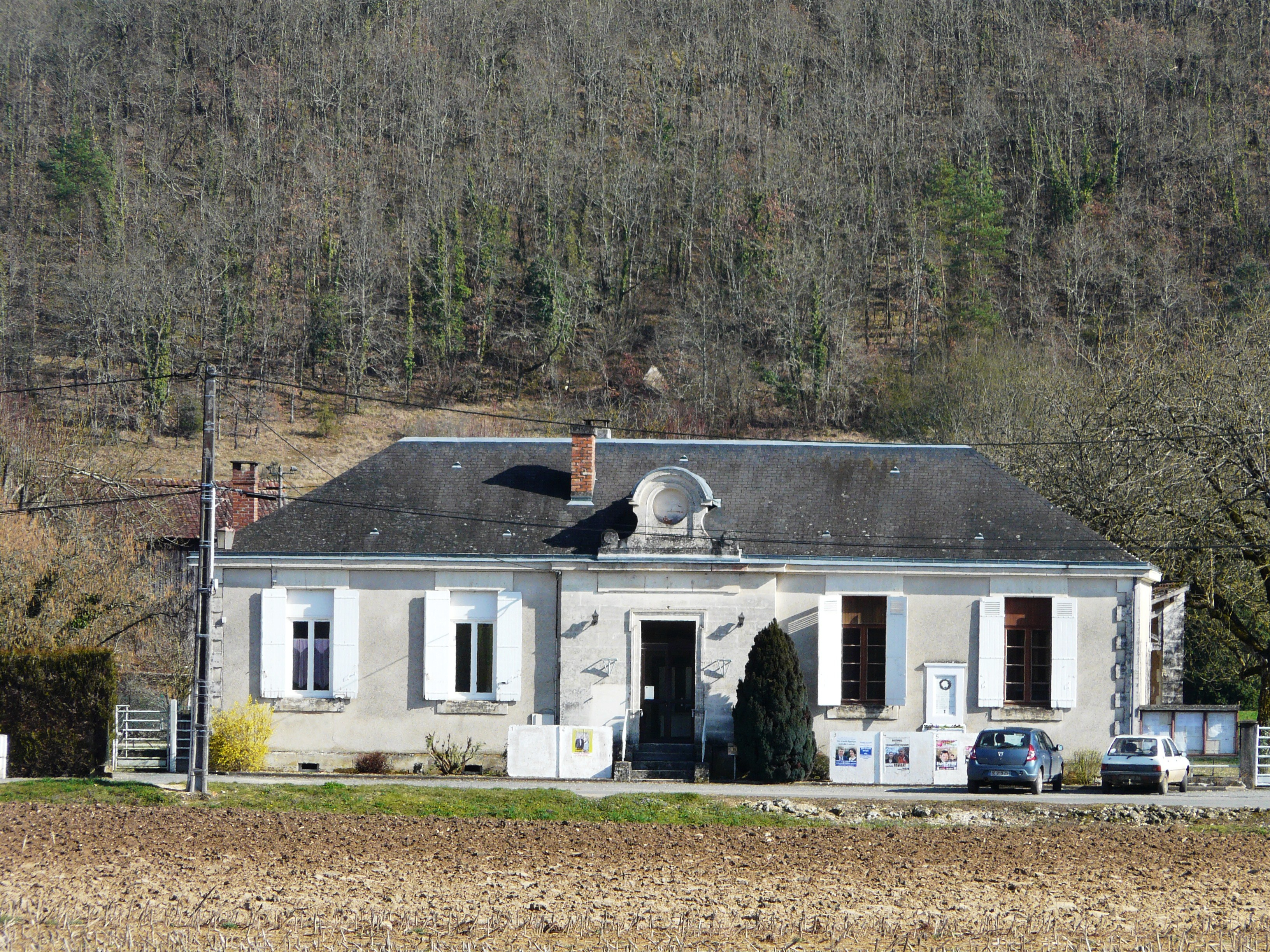
La mairie.

| Période                                  | Période        | Identité                           | Étiquette | Qualité                            |
| ---------------------------------------- | -------------- | ---------------------------------- | --------- | ---------------------------------- |
| Les données manquantes sont à compléter. |                |                                    |           |                                    |
| 1790                                     | 1792           | (Jean) François Bourdat            |           | Propriétaire                       |
| 1792                                     | 1800           | Raymond Périer du Bosvieux         |           | Propriétaire                       |
| 1800                                     | 1810           | Guillaume Étienne Chanard Lachaume |           | Avocat                             |
| 1810                                     | 1813           | Jean Sudrie                        |           | Propriétaire                       |
| 1813                                     | 1818           | Étienne Ventou Dumaine             |           | Propriétaire                       |
| 1818                                     | 1832           | Bertrand Brou-Lamothe              |           | Propriétaire                       |
| 1832                                     | 1845           | Jean (Baptiste) Veyssière          |           | Officier de santé                  |
| 1845                                     | 1849           | Sabin Lacombe                      |           | Avocat                             |
| 1849                                     | 1855           | Jean (Baptiste) Veyssière          |           | Médecin                            |
| 1855                                     | 1860           | Hugues Gros                        |           | Maître de forge                    |
| 1861                                     | (1868 ou 1869) | (Louis) Ferdinand Pouyadou         |           | Chef de division à la Préfecture   |
| (1868 ou 1869)                           | 1870           | (Léopold) Edmond Gros              |           | Filateur                           |
| 1870                                     | 1889           | Hugues (Achille) Gros              |           |                                    |
| août 1889                                | novembre 1891  | (Léopold) Edmond Gros              |           | Filateur                           |
| novembre 1891                            | 1900           | Pierre Beau                        |           | Propriétaire                       |
| 1900                                     | mai 1908       | (Louis) Ferdinand Pouyadou         |           | Propriétaire                       |
| mai 1908                                 | 1942           | Noël Delpey                        |           | Propriétaire                       |
| mars 1942                                | 1943           | Léonard Portas                     |           | Adjoint faisant fonctions de maire |
| 1943                                     | 1944           | Léon Roussarie                     |           | Meunier                            |
| novembre 1944                            | mai 1953       | Robert Radix                       |           | Professeur                         |
| mai 1953                                 | mars 1959      | Raoul Didierjean                   |           | Commerçant                         |
| mars 1959                                | mars 1971      | Robert Barret                      |           | Négociant                          |
| mars 1971                                | mars 1983      | Jean-Pierre Chamoulaud             |           | Cultivateur                        |
| mars 1983                                | janvier 2017   | Jean-François Faucher              | PS        | Cadre administratif                |
| mars 2017 (réélue en mai 2020)           | En cours       | Annie Altier                       | SE        | Cadre                              |

## Équipements et services publics

### Enseignement
La commune ne disposant plus d'école active, les enfants scolarisés en maternelle ou en primaire se rendent à la commune voisine de Sarliac-sur-l'Isle.

### Justice
En 2023, dans le domaine judiciaire, Saint-Vincent-sur-l'Isle relève : 
- du tribunal judiciaire, du tribunal pour enfants, du conseil de prud'hommes et du tribunal de commerce de Périgueux ;
- du pôle Nationalité du tribunal judiciaire de Périgueux (compétent uniquement dans le domaine de la nationalité) ;
- de la cour d'appel, du tribunal administratif et de la  cour administrative d'appel de Bordeaux.

## Population et société

### Démographie
Les habitants de Saint-Vincent-sur-l'Isle se nomment les Saint Vincentais.
L'évolution du nombre d'habitants est connue à travers les recensements de la population effectués dans la commune depuis 1793. Pour les communes de moins de 10 000 habitants, une enquête de recensement portant sur toute la population est réalisée tous les cinq ans, les populations de référence des années intermédiaires étant quant à elles estimées par interpolation ou extrapolation. Pour la commune, le premier recensement exhaustif entrant dans le cadre du nouveau dispositif a été réalisé en 2007.

En 2022, la commune comptait 309 habitants, en évolution de +4,04 % par rapport à 2016 (Dordogne : +0,37 %, France hors Mayotte : +2,11 %).
| 1793 | 1800 | 1821 | 1831 | 1836 | 1841 | 1846 | 1851 | 1856 |
| ---- | ---- | ---- | ---- | ---- | ---- | ---- | ---- | ---- |
| 308  | 302  | 310  | 311  | 343  | 335  | 342  | 361  | 396  |

| 1861 | 1866 | 1872 | 1876 | 1881 | 1886 | 1891 | 1896 | 1901 |
| ---- | ---- | ---- | ---- | ---- | ---- | ---- | ---- | ---- |
| 409  | 362  | 366  | 324  | 313  | 290  | 278  | 287  | 280  |

| 1906 | 1911 | 1921 | 1926 | 1931 | 1936 | 1946 | 1954 | 1962 |
| ---- | ---- | ---- | ---- | ---- | ---- | ---- | ---- | ---- |
| 261  | 253  | 236  | 238  | 234  | 223  | 193  | 187  | 161  |

| 1968 | 1975 | 1982 | 1990 | 1999 | 2006 | 2007 | 2012 | 2017 |
| ---- | ---- | ---- | ---- | ---- | ---- | ---- | ---- | ---- |
| 155  | 142  | 152  | 204  | 191  | 236  | 242  | 282  | 306  |

| 2022 | - | - | - | - | - | - | - | - |
| ---- | - | - | - | - | - | - | - | - |
| 309  | - | - | - | - | - | - | - | - |

## Économie

### Emploi
En 2015, parmi la population communale comprise entre 15 et 64 ans, les actifs représentent 135 personnes, soit 46,7 % de la population municipale. Le nombre de chômeurs (neuf) a diminué par rapport à 2010 (treize) et le taux de chômage de cette population active s'établit à 6,3 %.

### Établissements
Au 31 décembre 2015, la commune compte dix-sept établissements, dont sept dans la construction, quatre relatifs au secteur administratif, à l'enseignement, à la santé ou à l'action sociale, trois au niveau des commerces, transports ou services, deux dans l'agriculture, la sylviculture ou la pêche, et un dans l'industrie.

## Culture locale et patrimoine

### Lieux et monuments
- Église Saint-Vincent romane du XIIe siècle, fortifiée[68].
- Château Bosvieux refait en style néorenaissance après un incendie au début du XXe siècle[69].

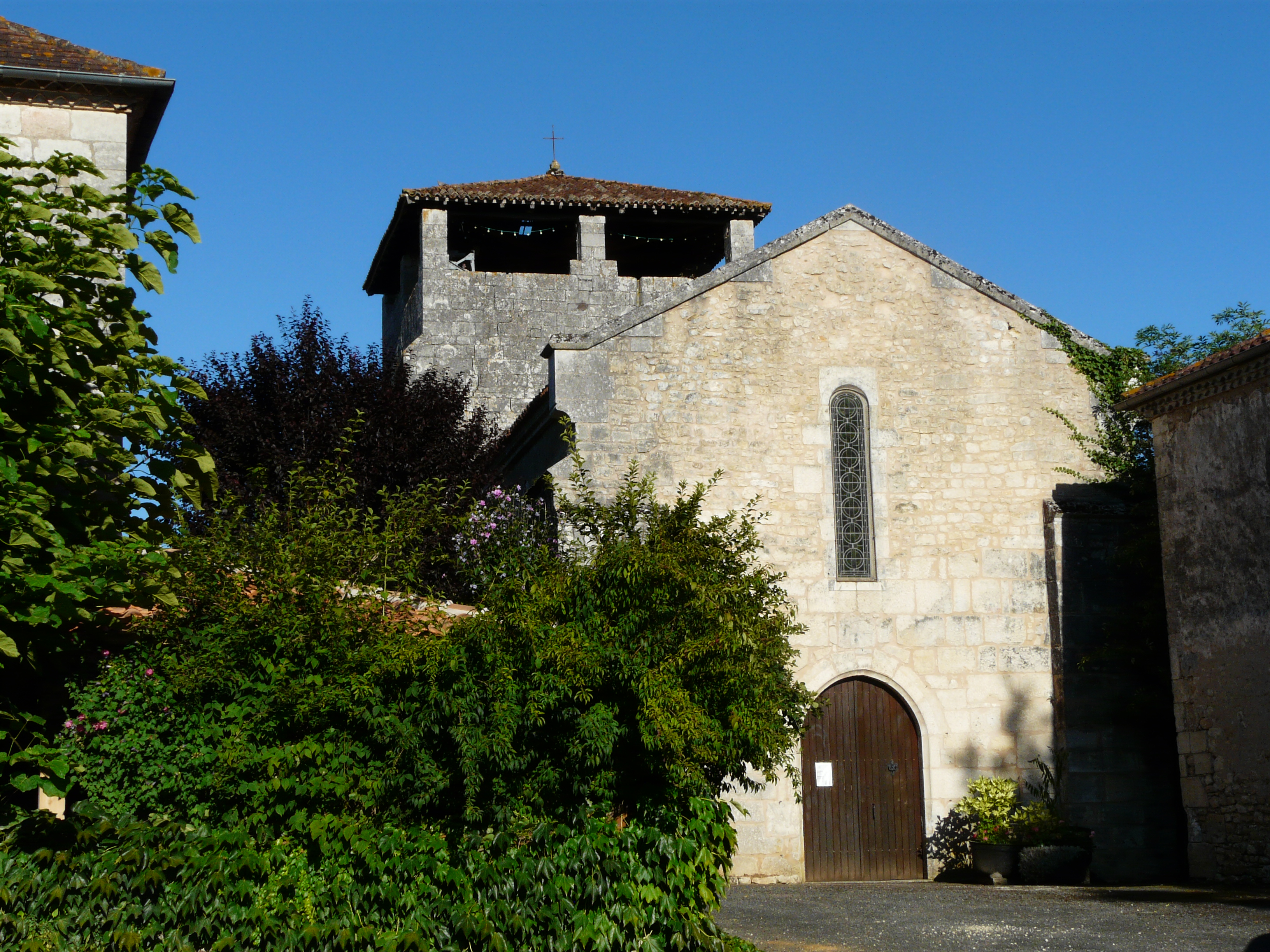
L'église Saint-Vincent
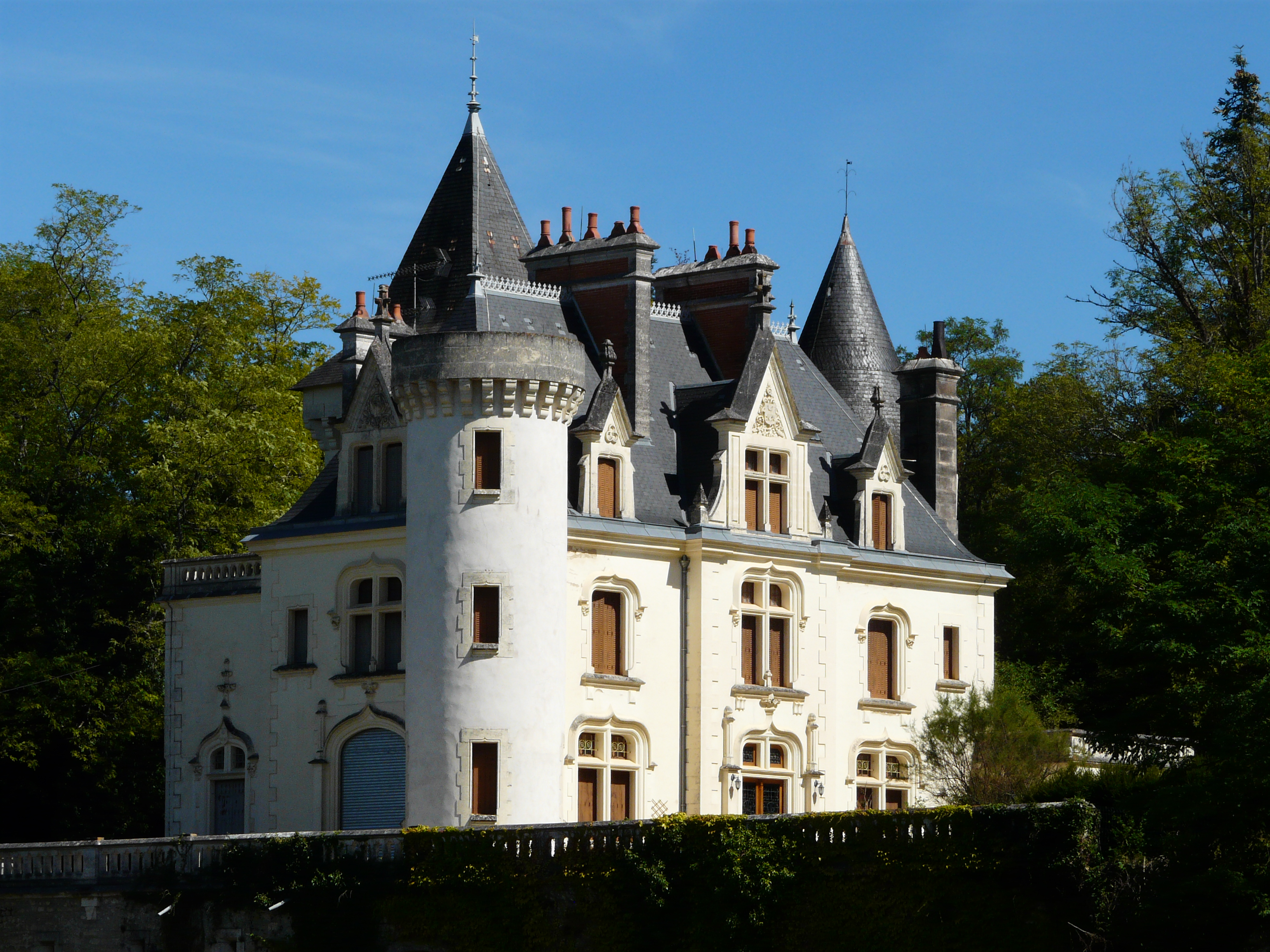
Le château Bosvieux
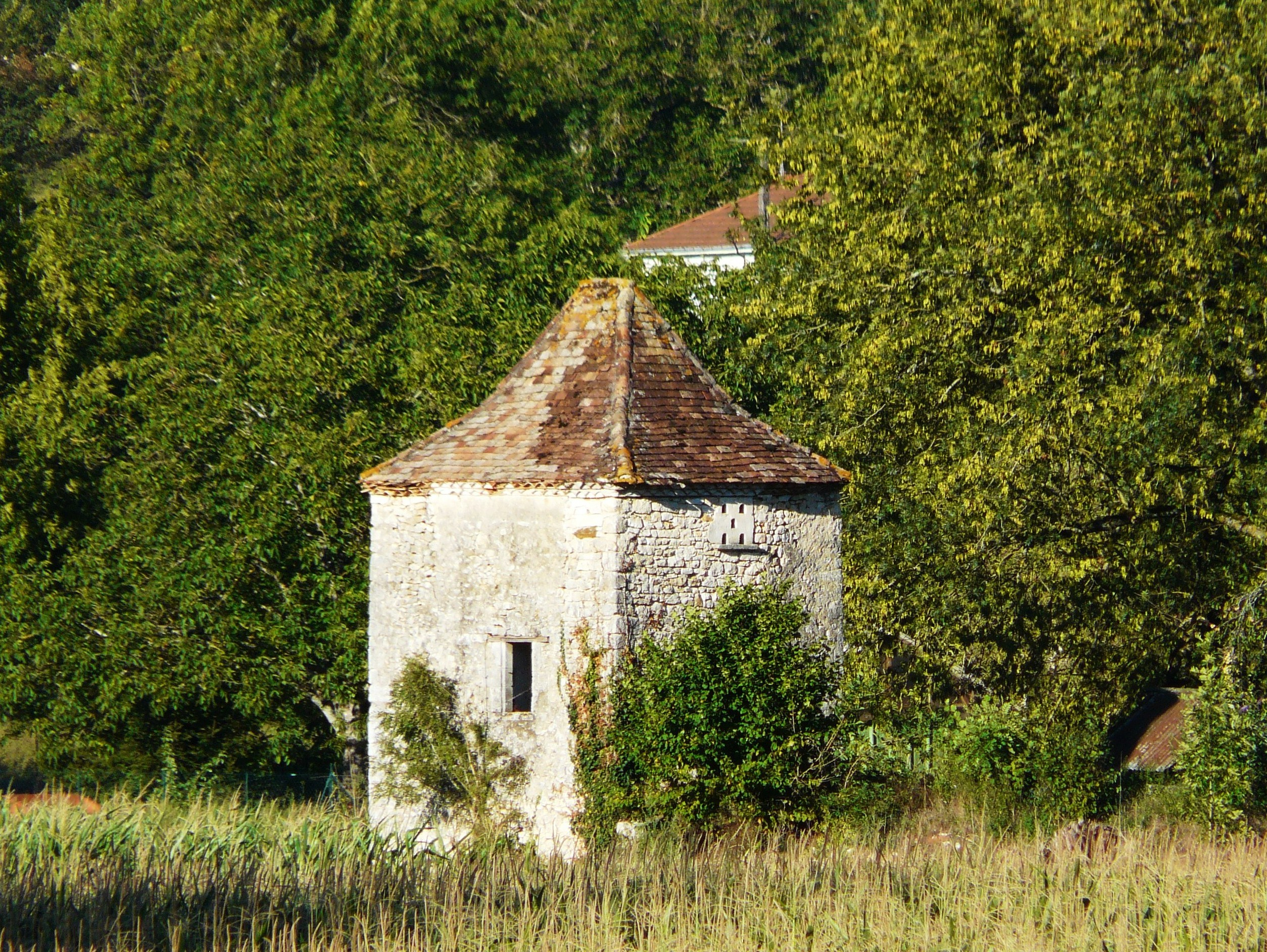
Pigeonnier à l'ouest du bourg
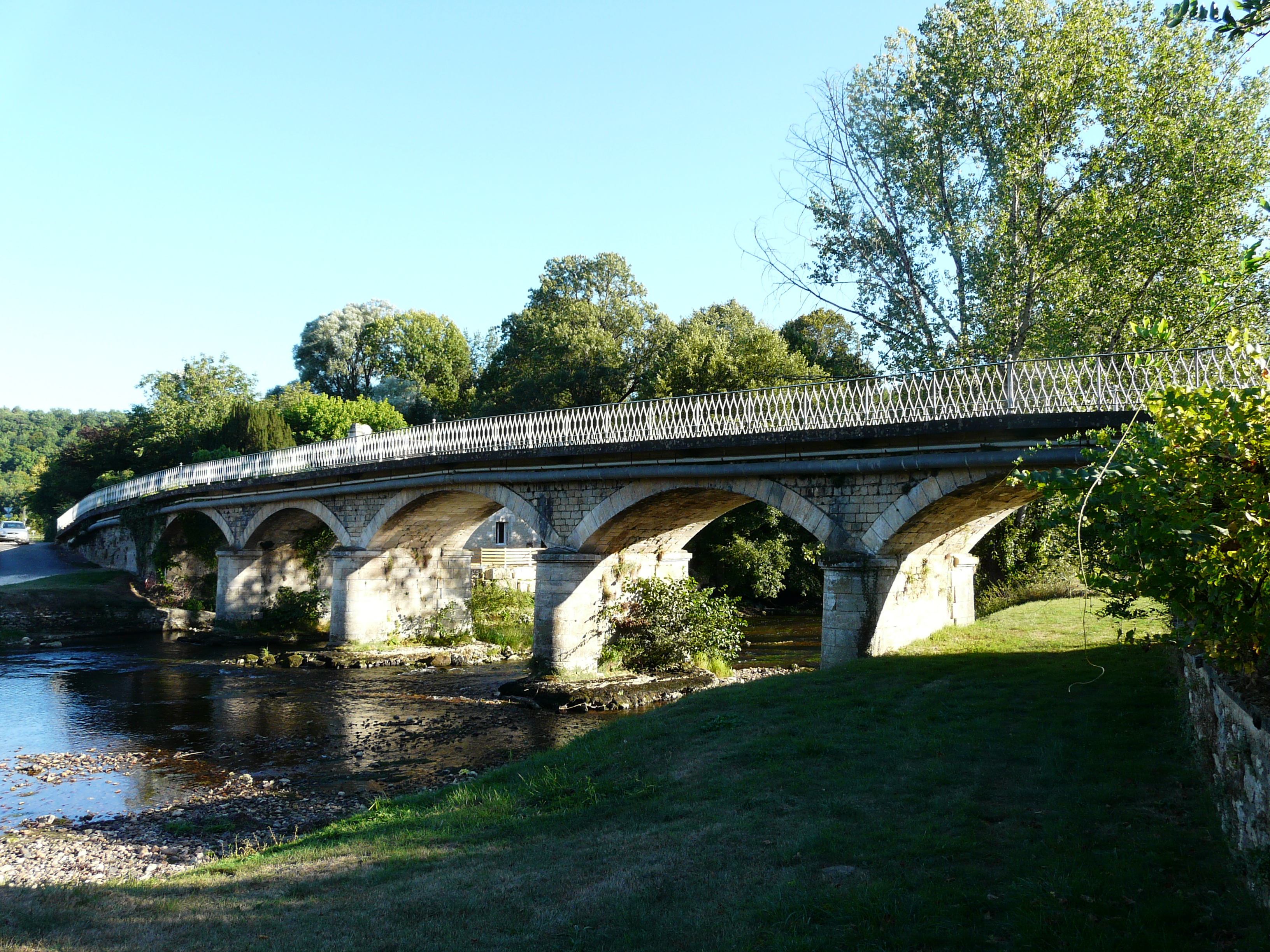
Le pont sur l'Isle

## Pour approfondir